# Rezerwat przyrody Beka

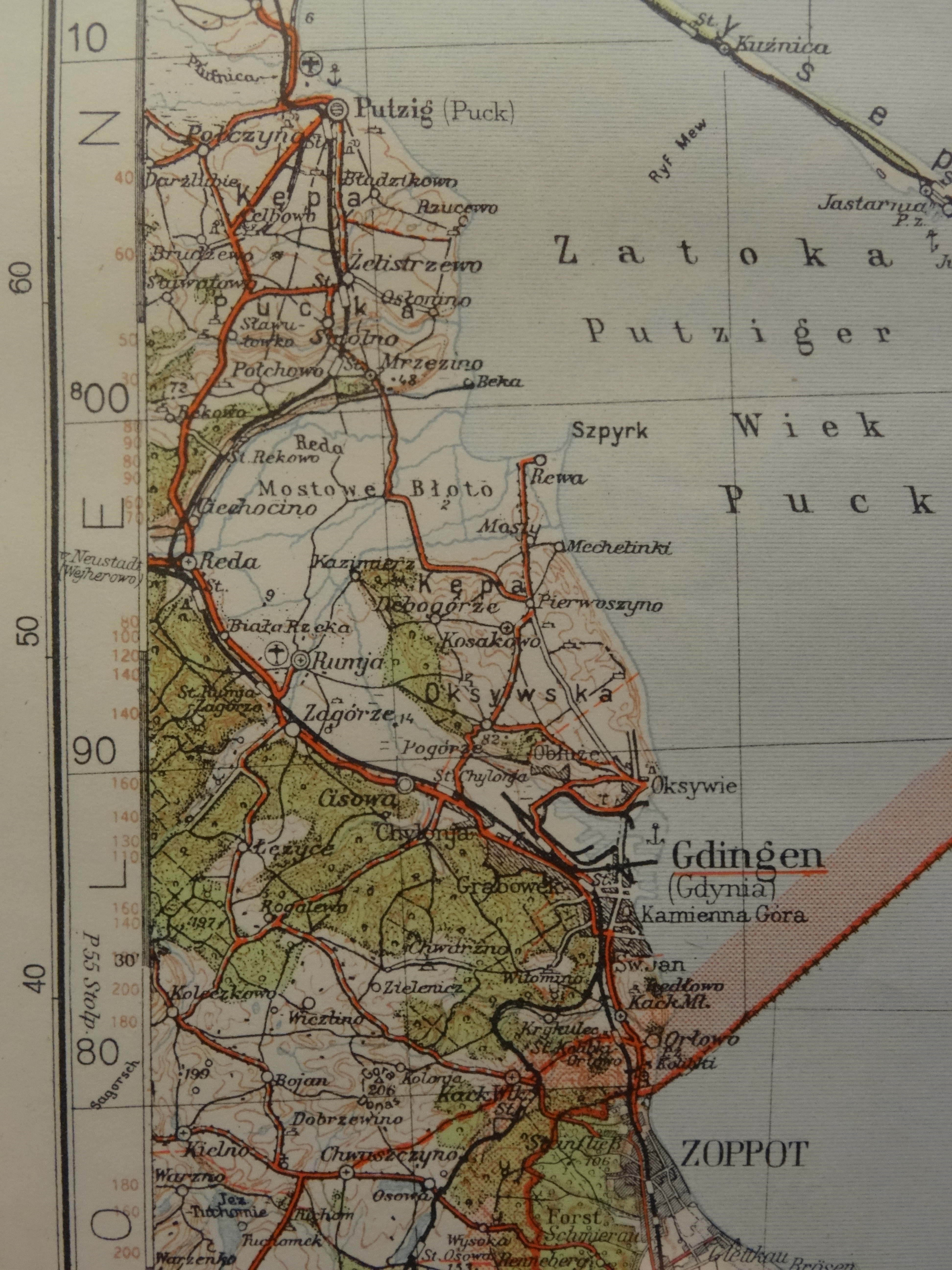
Beka na niemieckiej mapie sztabowej, przed 1939

Rezerwat przyrody Beka – faunistyczny rezerwat przyrody na Pobrzeżu Kaszubskim nad Zatoką Pucką u ujścia rzeki Redy do Bałtyku, w okolicach pochłoniętej przez morze miejscowości Beka (pozostałościami tej osady są wysokie drzewa, kamienne fundamenty i drewniany krzyż na brzegu Zatoki Puckiej).
Został utworzony w 1988 na powierzchni 193,18 ha. Zarządzenie z 1989 skorygowało jego powierzchnię do 193,01 ha. W 2018 teren rezerwatu powiększono o morskie wody wewnętrzne Zatoki Gdańskiej do 355,60 ha (a także utworzono otulinę o obszarze 795,50 ha).
Rezerwat znajduje się w granicach Nadmorskiego Parku Krajobrazowego, a także dwóch obszarów Natura 2000: Obszaru Specjalnej Ochrony Ptaków „Zatoka Pucka” PLB 220005 oraz Specjalnego Obszaru Ochrony Siedlisk „Zatoka Pucka i Półwysep Helski” PLH 220032.
Rezerwat obejmuje zabagnione łąki halofilne (słone), łąki zmiennowilgotne i młaki turzycowe oraz szuwary i formacje wydmowe.
Na słonych łąkach występuje licznie szereg gatunków rzadkich, chronionych lub zagrożonych gatunków roślin halofilnych: sit Gerarda, mlecznik nadmorski, świbka morska, babka nadmorska, sitowiec nadmorski, oczeret Tabernemontana, ostrzew rudy, mannica odstająca i aster solny. Z kolei zasilana słodkimi wodami łąka w północnej części rezerwatu jest siedliskiem storczyków, takich jak stoplamki czy lipiennik Loesela, a także innych, ściśle chronionych gatunków flory: gnidosza błotnego i owadożernej rośliny tłustosza pospolitego.
Obszar rezerwatu jest siedliskiem wielu rzadkich gatunków ptaków. Do niedawna gnieździła się tu jedna z największych w Polsce populacji biegusa zmiennego (z rodzimego, tzw. atlantyckiego podgatunku Calidris alpina schinzii) – do 50 par lęgowych. Jednak na skutek zaprzestania wypasu bydła w rezerwacie rozległe obszary słonych łąk zostały opanowane przez gęste szuwary trzcinowe, co spowodowało niemal całkowity zanik biegusa zmiennego na tutejszych lęgowiskach – w 1999 stwierdzono tu zaledwie 1–2 pary gniazdujące, zaś obecnie spotyka się tu głównie osobniki tego gatunku podczas wędrówek. W rezerwacie przestał również gnieździć się batalion. Z innych cennych gatunków były tu obserwowane jako lęgowe: bąk, gęgawa, ohar, szlachar, błotniak stawowy, błotniak zbożowy, błotniak łąkowy, kropiatka, zielonka, żuraw, ostrygojad, sieweczka obrożna, krwawodziób, czajka, kszyk, rybitwa białoczelna (po 1997 roku zanikła – na skutek nadmiernej presji ludzi odwiedzających plaże rezerwatu), zimorodek, sowa błotna i pliszka cytrynowa (gnieździ się w rezerwacie od 1995 roku).
Teren rezerwatu podlega ochronie czynnej. Obecnie Ogólnopolskie Towarzystwo Ochrony Ptaków prowadzi wieloletni projekt ochrony walorów rezerwatu, polegający m.in. na kontrolowanym wypasie bydła i koszeniu trzciny, aby przywrócić jak największą powierzchnię otwartych łąk – siedlisk najcenniejszych roślin i ptaków siewkowych.
Najbliższe miejscowości to Mrzezino, Rewa i Osłonino.